# 塞伦特
塞伦特是德国石勒苏益格－荷尔斯泰因州的一个市镇。总面积4.33平方公里，总人口1327人，其中男性648人，女性679人（2011年12月31日），人口密度306人/平方公里。